# بوتز-تشوكين
بوتز-تشوكين شركة فرنسية لصناعة غليون التدخين. تأسست في عام 1858 من قبل بائعي التبغ جان بابتيست تشوكين وغوستاف بوتز.

## التاريخ
تم تاسيس الشركة في متز; وبقت هناك حتى عام 1951,حتى تم شراؤها من شركة Berrod-Regad.ثم تم نقلها الى to Saint-Claude, Jura.  بدات الشركة تصدير الانابيب عام 1960,وحصلت على الاوسكار للتصدير. تم شراء الشركة من قبل دينيس بلانك في عام 2006.

## الانابيب
انبوب بوتز شوكين الاول كان انبوب تشوكين, كان عبارة عن انبوب منحني بقعر مسطح, عظم القطرس ,وتزينها حلقات فضية. تنتج الشركة حاليًا أكثر من 70 سلسلة مختلفة من الأنابيب. اصبحت سجائر بوتز-شوكين متاحة بشكل واسع في الولايات المتحدة الأمريكية فقط اعتبارًا من عام 1999.

## روابط خارجية
بوز تشوكين